# Ahmed Elragal
Ahmed Abdelhameed Hassan Elragal, född 10 juni 1970 i Alexandria i Egypten, är en svensk professor i informationssystem vid Luleå tekniska universitet. Han disputerade år 2001 vid University of Plymouth med avhandlingen Intelligent Decision Support Systems. Han är gästforskare vid Fraunhofer Institute, Sankt Augustin i Tyskland och certifierad SAP Solution Architect. 
Ahmed Elragals forskning handlar om hur organisationer använder information för att ta beslut. Genom att undersöka företag på mikronivå vill han påverka samhället på makronivå.